# Tora (Nasséré)
Pour les articles homonymes, voir Tora.
Tora est une localité du département de Nasséré, dans la province de Bam, dans le Centre-Nord, au Burkina Faso. En 2006, cette localité comptait 559 habitants dont 53% de femmes.